# Raymond Asso
Raymond Asso, född 2 juni 1901 i Nice, död 1968, var en fransk poet.
Vid femton års ålder flyttade han till Marocko och arbetade inom många olika yrken. 1933 började han att skriva poesi.

## Chanson
Asso började skriva i chanson-genren, men framgången uteblev tills han träffade Édith Piaf 1935. Hon blev hans musa och älskade och Asso ägnade sig åt att skriva texter till sin nya kärlek. Hans texter fick musik av Marguerite Monnot som blev Piafs favoritkompositör. Under den här tiden skrev Asso också texter till Marie Dubas, bland andra Le Fanion de la Légion och Mon légionnaire.

## Efter Piaf
I augusti 1939 blev Asso inkallad och samarbetet med Piaf upphörde. Han efterträddes som Piafs textmakare av Paul Meurisse.
Efter militärtjänsten skrev Asso texter till Lucienne Delyle, Marcel Mouloudji och Renée Lebas. Under 1950-talet kom även kommersiella framgångar med sånger som Y’a tant d’amour (sjungen av Renée Lebas) och Un petit coquelicot som skrevs för Marcel Mouloudji.
Asso skrev sånger för många av den tidens franska artister som till exempel:
- Yves Montand ("Ninon, ma ninette")
- Catherine Sauvage ("Berceuse pour demain", "Mon coeur battait", "Mon ami m’a donné", "Mais les vrais amoureux")
- Jean Bretonnière ("C’est tant pis, c’est tant mieux")
- Odette Laure ("Je suis nerveuse")
- Tino Rossi ("Mon printemps", "O ma mie o ma Mireille")
- André Dassary ("Des pays merveilleux")

Han skrev inte bara sångtexter utan spelade också in några skivor med berättelser för barn, som till exempel La légende du Père-Noël. Mot slutet av sitt liv slutade han skriva och arbetade för Société des auteurs, compositeurs et éditeurs de musique (SACEM).